# Autizmus
Az autizmus spektrumzavar, állapotok széles spektrumát felölelő gyűjtőfogalom, (a kifejezésben a spektrum szó arra utal, hogy az autizmusnak számtalan megjelenési formája van) egy idegi-fejlődési rendellenesség, ami az Amerikai Pszichiátriai Társaság (APA) által kiadott Mentális zavarok diagnosztikai és statisztikai kézikönyvének (DSM) ötödik kiadásában meghatározott Autizmus spektrumzavar (ASD) csökkent mértékű társadalmi kapcsolatokban, kommunikációs képességekben, nonkonform viselkedési mintázatokban és érdeklődésben, illetve viselkedésben nyilvánul meg. Az autizmus egy olyan spektrum, ami súlyosság szerint osztályozva, különböző fokozatokban a furcsán viselkedőnek tekintett különcöktől az egész nap az ágy szélén üldögélő, ringatózó, nem kommunikáló autistákig terjed. Az autizmus spektrumzavar jelen tudományos eredmények szerint nem gyógyítható. A Egészségügyi Világszervezet által kiadott Betegségek nemzetközi osztályozásának (BNO) 2018-ban megjelent 11. kiadása azonos módon értelmezi a diagnózis kritériumait. 
Bár az eredete ismeretlen, a genetikai tényezők fontosnak tűnnek. Okait jelenleg is kutatják. Ez a spektrumzavar a neurobiológiai betegségnek számító pervazív fejlődési zavarok egyik kategóriája, amelynek a BNO kódja a mentális és viselkedészavarok főcsoporton belül az F84 kategóriába van sorolva.
- F84.0 Gyermekkori autizmus (autismus infantilis)
- F84.1 Atípusos autizmus
- (F84.2 Rett-szindróma)
- F84.3 Egyéb gyermekkori dezintegratív zavar
- F84.4 Mentális retardációval és sztereotip mozgászavarral társuló túlzott aktivitás
- F84.5 Asperger-szindróma
- F84.8 Egyéb pervazív (átható) fejlődési zavar
- F84.9 Nem meghatározott pervazív (átható) fejlődési zavar[2][3]

Habár könyvek, cikkek sora íródott róla, nem sikerült pontos, minden autistára jellemző leírást adni. Előfordul, hogy szülők, vagy akár az autista saját maga sem ismer magára a leírások alapján, ugyanakkor felismerik idegenek, akikkel az illető először találkozik. Különösnek, másnak látják, külföldinek nézik, esetleg siketnek. Többségi környezetben gyakran ki is közösítik, bántják őket, főleg gyerekkorban. Igazán csak befogadó környezetben érzik jól magukat. Autizmust komplex vizsgálat alapján pszichiáter diagnosztizálhat.
Gyakran a hivatalos intézmények is sztereotípiákkal élnek, nem ismerve az illető személyt. Így a gyámhivatal indít Asperger-szindrómás, illetve jól funkcionáló autisták ellen is gondnokság alá vételi pert, a szüleik halála után, éppen a gyász legrosszabb szakaszára időzítve a pszichiáter által végzett „szakértői vizsgálatra” alapozva, az illető autista pontos körülményeit nem ismerve; holott az autizmus önmagában ezt nem indokolja. A dolgot árnyalja a társadalmi leszakadás egyik faktoraként, hogy a hajléktalanok 12%-a él autizmussal. Ugyan az autizmus pszichiátriai diagnózis, a 21. század eleji Magyarországon a pszichiáterek többségének nincsenek felkészítve az autistákkal való humánus bánásmódra; még az igazságügyi szakértők képzettsége is hiányos ezen a téren.
Görög orvosok már Hippokratész idejében leírták, és isteni vagy sátáni erők megnyilvánulásának tartották.
Világnapja április 2.

## Típusai
Definíció szerint (DSM-IV) az autizmusban „késés figyelhető meg a szociális interakcióban, a kommunikációs nyelvben, a szimbolikus és imaginatív játékban”, és a tünetek 3 éves kor előtt megjelennek. Az autizmus egyre gyakrabban lép fel gyerekeknél – ennek okait vitatják; lehetséges, hogy csak arról van szó, hogy gyakrabban ismerik fel, mivel egyre részletesebben fejtik ki a diagnózis kritériumait, aminek következtében egyre több autistát találnak.

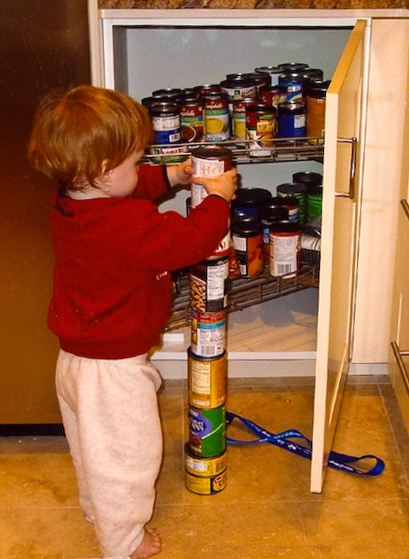
Autista gyermek ismétlődő feladat végzése közben

Bizonyos régebbi tipológiák két típusát különböztették meg: a súlyosabb Kanner-szindrómát és a kevésbé súlyos Asperger-szindrómát. Az Asperger-szindrómát sokszor a jól beszélő (de nem feltétlenül jól kommunikáló) emberekre, míg a Kanner-szindrómát a néma, a nyelvet szó szerint vevő, súlyosabb problémákkal küzdő személyekre alkalmazták. Ma már csak az autisztikus zavart, illetve az Asperger-szindrómát különböztetik meg. Az autizmus úgynevezett spektrumzavar (ASD), ahol nincs éles határ: az átmenetek folytonosak a különböző kategóriák között. Az autizmus ritkán fordul elő magában; jellemzően együtt jár más rendellenességekkel, például értelmi fogyatékossággal.
Az autizmus spektrumot alkot, ami a normálistól a súlyos állapotokig terjed, és sokféleképpen nyilvánulhat meg. A spektrumon belül általában mégis elkülönítik az Asperger-szindrómát és a Kanner-szindrómát, és előfordul, hogy autizmus alatt egyszerűen a közepes vagy a súlyos autizmust értik. 

### Asperger-szindróma

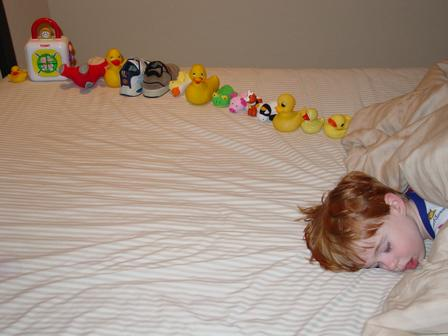
Autista gyermek szigorúan sorba rendezett játékaival alszik

Asperger-szindróma esetén a páciens kiválóan képes szavakkal kommunikálni például írásban, de a kommunikáció kísérőjelenségeinek (arckifejezés, testbeszéd, hanghordozás) értelmezése nehezen megy neki, a szemkontaktust nehezen viseli stb. Az Asperger-szindrómára – a súlyosabb autizmussal ellentétben – jellemző a normális ütemű nyelvi fejlődés, valamint az átlagos vagy annál magasabb intelligenciaszint. Mindezek miatt felismerése is nehezebb, egyes becslések szerint az esetek 30-50%-át nem diagnosztizálták. Számos Asperger-szindrómás magától is képes felismerni azokat a dolgokat, amiben eltér a többi embertől, megtanulja leküzdeni hátrányait, és képes beilleszkedni a társadalomba akár anélkül is, hogy tudná magáról, hogy Asperger-szindrómás. Hans Asperger osztrák pszichiáter és gyermekorvos írta le először 1944-ben, megmentette őket a megbélyegzéstől és elhurcolástól, és külön osztályt hozott létre számukra. Viktória nővér beszéd-, dráma- és mozgásterápiával fejlesztette az Asperger által vizsgált gyerekeket.

### Kanner-szindróma
A Kanner-szindróma, avagy kisgyermekkori autizmus egy diagnosztikai kategória, Leo Kanner amerikai gyermekorvos írta le először 1943-ban. Neurobiológiai, pervazív fejlődési zavar, az autizmus klasszikus erős formája. A rendellenességhez az alábbi tünetek társulnak: a gyermekeknél már 3 éves kor előtt megfigyelhető, hogy társaikhoz képest alulmaradnak a kommunikációban, a szociális viselkedésben és a rugalmas gondolkodásban. Az érintett gyermekek fele nem tanul meg beszélni; egyes vélemények szerint a beszélő autisták nem Kanner-szindrómások. Bár Kanner hangsúlyozta, hogy normál, vagy kiemelkedő intelligenciával bírhatnak, az autisták háromnegyede értelmi fogyatékos is. A diagnózist ma már nem használják, a DSM IV-ben és ICD 10-ben csak az autisztikus zavar illetve Asperger-szindróma szerepel. Jelenleg használatban lévő diagnosztikus elnevezése a gyermekkori autizmus (autismus infantilis), melynek három altípusa ismert: izolált, passzív, illetve bizarr.

## Tünetei
Az autizmust rendszerint az autisztikus triász meglétével definiálják, ami minőségi eltérést jelent a kölcsönös társas kapcsolatok, a kommunikáció és a rugalmasság terén. Egyes elméletek szerint az első két tünet nem független, így azokat összevonva autisztikus diádról beszélnek.
Multidimenzionális spektrumként az alábbi tünetek nem jellemzőek okvetlenül egyszerre az összes, autizmussal diagnosztizált emberre. Akadnak normál szemkontaktust fenntartó, kevésbé precíz, monotóniát rosszul tűrő; képletes beszédet, viccet, iróniát és elvontabb gondolatmeneteket értő és használó, széles érdeklődési körű emberek is köztük. Széles és nagy az egyéni különbségek repertoárja.
A főbb tünetek a következők:
- autisztikus magány, ami egyfajta szellemi egyedüllét
- feltűnően korlátozott tevékenység és érdeklődés
- a társas kommunikáció és a szociális interakciók folyamatosan, többféle helyzetben fennálló speciális hiányossága:
  - társas-érzelmi kölcsönösség terén
  - a szociális interakciók során
  - a kapcsolatok kialakítása, fenntartása és megértése terén
  - a képzelőerőt igénylő tevékenységekben

Az autisztikus magány többféleképpen is megnyilvánulhat. Egyes autisták alig képesek személyekkel kapcsolatba lépni; sokkal nagyobb örömet jelent számukra a tárgyakkal való foglalkozás, mint az azonos korúak társasága. Mások keresik a kapcsolatot, de szociális viselkedésük zavartsága miatt nem értik meg őket. Előfordul, hogy az autista gyerek inkább a magányt választja, és a többi gyerek közelségét agresszívan elutasítja maga mellől, hogy ne zavarják. Gyakran egyáltalán nem játszanak szerepjátékot, vagy ha mégis, akkor tárgyakat személyesítenek meg. Általuk kezdeményezett játékba nem hagynak másokat beszállni. A mások által kezdeményezett játék irányítását átveszik, és miután elmagyaráztatták annak szabályait, annak betartására mereven ügyelnek.
Az állandósághoz való ragaszkodás fontos kapaszkodót jelent a nehezen megjósolható változások világában. Alacsony fejlettségű érzelemszabályozási képességeik miatt az autisták akár be is pánikolhatnak, amikor valami nem a megszokott vagy a tervezett módon zajlik le és egy hírtelen bekövetkező váratlan szituáció kizökkenti az előre tervezhető és kiszámítható rutinból. Ezt a rohamot angolul meltdownnak (leolvadás) nevezik, és ritkábban Asperger-szindrómásokkal is előfordul. Irányíthatatlan. Van, aki csak ül és nyáladzik. Van, aki sír, csapkod, kiabál. Van, aki ilyenkor karmol, rúg, harap és kárt tesz a berendezésben. Többnyire ennél sokkal enyhébbek a tünetek. Ilyenkor a legjobb, ha az autista el tud vonulni egy ingerszegény, nyugodt helyre, például a mosdóba. Meltdown-t okozhat a szenzoros ingerek koordinálhatatlan mennyiségű felgyülemlése okozta túlstimuláció, valamint más stresszfaktorok együttes jelenléte, például a kevés alvás.
Jellemzők az egyszerű, ismétlődő mozgások (például a test előre-hátra ringatása, vagy a kézfej rázása stresszhatásra), az állandóan visszatérő gondolatok, a kényszeresnek tűnő, de látszólag céltalan és körülményes foglalatosságok és a beszűkült érdeklődési kör, valamint az érzékelés neurotipikustól eltérő működése. (Például csökkent vagy túlzott érzékenység bizonyos egyszerű vagy összetett ingerekkel kapcsolatban: hangokkal, érintéssel, vizuális mintázatokkal vagy szociális gesztusokkal szemben.) Gyakoriak az alvászavarok, a fóbiák, az evészavarok, a dühkitörések, az autoagresszió. Nehezen értenek meg általános élethelyzeteket. Gyakran fordul elő egyensúlyzavar is. Jellemző a kis- és a nagymozgások ügyetlensége, sok autista írása nehezen olvasható.
Az autizmushoz időnként szelektív evés is kapcsolódik. Ez azt jelenti, hogy az illető nagyon válogatós, csak néhány ételt hajlandó megenni, és azt is csak megfelelő tálalás esetén. Ehetnek túl nagy vagy túl kicsi falatokat. Fennáll az éhezés és a túltápláltság veszélye, sőt, minőségi éhezés is előfordulhat. Az étkezéssel kapcsolatos problémák növelik a meltdown veszélyét.
Vannak kísérletek autista gyerekeket nevelő szülők részéről, hogy diétával csökkentsék a tüneteket, és vannak, akik pozitív eredményekről számoltak be. A kutatók között heves vitákhoz vezetett az az elmélet, hogy bármely diéta segíthetne a tünetek kezelésében. Egyesek arra mutatnak rá, hogy a diéta tovább csökkenti az autista által amúgy is fogyasztott élelmiszerek körét, ez azonban nem feltétlenül van így. A diéták közé tartozik a ketogén, a gluténmentes, a tejfehérjementes, a paleolit és a GAPS-diéta.
Számos olyan dolgot is meg kell nekik tanítani, amit neurotipikus gyerekek észrevétlenül ellesnek környezetükből. Ide tartoznak a különféle társas helyzetek, a köszönéstől a telefonáláson át a hivatalos papírok kitöltéséig és szerződések aláírásáig. Részletesen el kell nekik magyarázni például, hogyan mosakodjanak, hogyan tartsanak rendet, hogyan alkalmazkodjanak; bár ez utóbbi a kényszeresebb autistáknál sehogy sem működik. Egyszeri alkalom nem elég; mindent akár százszor is szájba kell rágni. Hogy ez ne terhelje türelmüket, a nevelők piktogramokat, képes vagy szöveges táblákat, folyamatábrákat, táblázatokat helyeznek ki, hogy a gyerek megszokja, és beillessze az egyes elemeket a rutinjába.
Egyes esetekben már az első hónapokban a megszokottól eltérően fejlődnek. Máskor évekkel később történik meg ugyanez. Előfordulhat, hogy ekkor a már meglevő képességek is károsodnak.

## Kommunikáció
A legtöbb autista beszéde jellegzetesen zavart. Ilyenek a monoton hangon való beszélés, az echolália (visszhangszerű utánzás) és a nyelv szó szerint vétele. Leginkább a nyelv használata sérül; a nyelvtan, a szemantika és az artikuláció kevésbé érintett. Sokuk még beszélni sem tud, vagy csak hiányzik a motiváció, a belső igény arra, hogy a beszédet kommunikációra használja (lásd nembeszélő autizmus). Sokat segíthet például az írásbeli kommunikáció, a rajzolás és a festés. A beszédfélelmen segíthet a hangfelvételek visszajátszása és a számítógép használata. Nem beszélő és beszélő, de a beszédet nem kommunikációs eszközként használó autisták esetében az alternatív kommunikáció eszközei segíthetnek, mint a képcserés kommunikáció, gesztusjelnyelv, kommunikátor. Sok autista, különösen a rosszul funkcionálók számára a siketek által használt jelnyelv nehéz, már a szemkontaktus miatt is; emiatt egyszerűbb kódrendszert tanítanak nekik. Inkább jól funkcionálók, Asperger-szindrómások tanulnak jelnyelvet.
Néhány tanulmány azt szemléltette, hogy a jól funkcionáló autisták 8 és 15 éves kor között ugyanolyan jól teljesítettek, mint a kontrollcsoport ugyanazon korosztályban, illetve felnőttként jobban teljesítettek alapvető nyelvi feladatokban, mint például szókincs vagy a betűzés. A kontrollcsoporthoz képest azonban mindkét autista kísérleti csoport rosszabbul teljesített a bonyolultabb nyelvi feladatokban, mint például a képletes nyelv, a beszédmegértés és a következtetés, levezetés. Mivel az emberek gyakran mérik fel egymást az alapvető nyelvi képességeik alapján, ezek a tanulmányok arra engednek következtetni, hogy azok az emberek, akik autistákkal beszélnek, sokszor túlértékelik, hogy hallgatóságuk mit képes felfogni az elmondott szövegből.

## Okai
A különböző kutatások arra utalnak, hogy az autizmusnak genetikai okai vannak. A jelek arra utalnak, hogy több gén együttes hatásának eredménye, de a genetikai eredet elmélete vitatott.

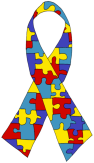
Autizmus puzzle szalag az Autizmus Tudatosság szimbóluma

Az autizmushoz vezető köztes folyamatok közelebbről nem ismertek. A szakértők egyetértenek abban, hogy a korábbi fridzsideranya elmélete nem állja meg a helyét. Carl H. Delacato azzal érvelt, hogy az autista gyereket nevelő családokban egészséges gyerekek is vannak. Szintén megbukott az az elmélet, ami az autizmust a szoptatás problémáira, az anyamell húsosságára és az érzelemmentes szoptatással magyarázta. Delacato járt a busmanok és a xinguk között, és egyikük közt sem talált autistát.
Az Autism Research szakfolyóirat 2010. februári számában közzétett egyik tanulmányból az derül ki, hogy annak járulékos kockázata, hogy valaki autista gyermeket szüljön, 18%-kal nő az anya életkorának minden 5 éves emelkedésével. Annak esélye, hogy egy 40 éven felüli anya autista gyermeket szül, 50%-kal magasabb, mint egy 25-29 éves anya esetében.
A Pediatrics online kiadásában 2011. január 10-én publikált, a New York-i Columbia egyetem kutatói által készített tanulmány eredményei szerint az autizmus előfordulása szignifikánsan magasabb azon másodszülött gyermekek esetében, akiknél anyjuk első és második terhessége között kevesebb, mint három év telt el. Amennyiben a két testvér között kevesebb, mint egy év a korkülönbség, a másodszülött gyermeknél háromszor, két év korkülönbség esetén kétszer gyakoribb az autizmus, három év korkülönbségnél a normális rizikó duplája. Ez is megerősíti azt a feltételezést, hogy az állapot kialakulásáért nem a hideg, elutasító anyai magatartás a felelős.
A 30 éven felüli anyák esetében az idősebb apa nem növelte tovább az autizmus, a szociális és kommunikációs készségek hiányával, valamint kényszeres ismétlődő viselkedéssel járó fejlődési rendellenesség kockázatát. Ha azonban az apa 30 éven felüli, az anya pedig 30 éven aluli, a kutatók szerint nagyobb az esélye, hogy a gyermek autista lesz. A 25 éven aluli anyáknak és 40 éven felüli apáknak született gyermekei esetében kétszer akkora az autizmus kialakulásának kockázata, mint azok esetében, akik édesapja 25 és 29 év közötti. Egy az Environmental Health Perspectivesben megjelent tanulmány szerint az erősen szennyezett környezetben élő anyák kétszer nagyobb eséllyel szülnek autista gyermeket, mint a tisztább vidéken élők.
„0-3 év közötti sanghaji gyermekeken végzett tanulmány szerint a járművek kipufogógázaiból, ipari kibocsátásokból és egyéb kültéri szennyező forrásokból származó finom (PM2.5) porszemcséknek való kitettség 78%-kal növelte az autista spektrumzavar (ASD) kialakulásának kockázatát.”
A Semmelweis Egyetem autizmust kutató csoportja szerint a terhesség alatt az anya szervezetébe jutott anti-depresszánsok, anti-epileptikumok (különösen a valproátsav), illetve más vegyszerek, például biszfenol-A (BPA) is okozhatják. 
 Egyes kutatások szerint az anya bélrendszere is hozzájárulhat a gyermek autizmusához. A Közép-Floridai Egyetem kutatói úgy találták, hogy a kenyér és sajt tartósítására használt propionsav káros a magzat agyának fejlődésére. A tudósok nem hisznek abban, hogy magának az autistának a bélflórája kapcsolatban állhat az illető autizmusával; ez többnyire szülői csoportokban vetődik fel. Semmi sem bizonyítja azt a hiedelmet, hogy paraziták okozzák, melyeket csak a hipóhoz hasonlóan maró folyadékok itatásával lehetne kiirtani. A folyadék itatása komoly egészségkárosodást okoz, egyes országokban be is tiltották. Azokkal szemben, akik diétával próbálkoznak, arra mutatnak rá, hogy a Távol-Keleten sem él aránylag kevesebb autista, mint máshol, pedig ott nem fogyaszt minden család tejet, tejterméket, valamint glutént tartalmazó gabonát.

## Következményei
A fő probléma az, hogy a többség elvárja, hogy a kisebbség igazodjon hozzá. Azonban az autisták alkalmazkodóképessége gyakran sokkal rosszabb, mint a többségé. Autista szülők neurotipikus gyerekei arról számolnak be, hogy a fordított irányú alkalmazkodás is gyakran nehézkes. Az alkalmazott viselkedésterápia (ABA) a leggyakrabban használt eszköz arra, hogy az autista gyerek életképes legyen a neurotipikus többségű társadalomban. Autista aktivisták kritizálják a módszert, mert nem hagyja, hogy a gyerek önmaga legyen, és a neurotipikus többség türelmetlenségéről beszélnek.

### Kommunikációs zavarok
Kommunikációs nehézségeik miatt az autistákat gyakran félreérthetik, árulkodással, hazugsággal, szexuális bántalmazással vádolhatják, emiatt igazságtalanul meg is büntethetik, akár egész hátralevő életére. Kéréseik parancsolásnak tűnhetnek. A személyes kapcsolatokat építő beszélgetésekből való kimaradást gőgnek, felsőbbségrendűségi érzésként értékelhetik. Akaratlanul is megsérthetnek másokat, és nem tudják, hogy miért sértődött meg a másik fél, így nem tudnak érte bocsánatot kérni.
Megtörténhet az is, hogy az autista megszeg olyan evidenciának tekintett normákat, amit a közösség többi tagja természetesnek vesz, és nem magyaráz el az új tagoknak, mintha azoknak azt ösztönösen tudniuk kellene. Az íratlan szabály megszegéséért kiközösítés jár. Mivel az autista nem tudja, hiszen senki nem mondta el el neki az izoláció okát, emiatt nem tud kiállni a csoport elé, és bocsánatot kérni vagy esetleg tanulva belőle utólag korrigálni. Így egyetlen ballépése miatt egészen addig igazságtalanul kiközösítve marad, amíg az adott csoporthoz kell tartoznia.
A közösség neurotipikus szoktak nevetni, amikor helyzetkomikum adódik, azonban ezt egy autista sértőnek találhatja, mivel úgy érezheti, hogy a többiek rajta nevetnek.
Az autizmus súlyos formája zavart okoz az észlelésben és a kommunikációban. Az autisztikus magány megnehezíti a szociális kapcsolatok létrejöttét és a beilleszkedést a családba és a közösségekbe. A szociális szabályok megfelelő alkalmazására való képtelensége sok stresszt okoz. Az autista gyerek nevelése nehéz, és a gyerek sokszor felnőtt korában is nehezen boldogul meg az önálló életvitel kihívásaival.

### Ellátás, munka
Az ezredforduló Magyarországán, illetve a 21. század elején nincs megfelelő szervezett segítség, túl kicsi a szakembergárda, nincs megoldva az autista felnőttek foglalkoztatása, intézeti elhelyezése (azoknak sem, akiknek szükségük lenne rá). Jól funkcionáló autisták egyetemet végezhetnek, akár kutatóintézetekben is dolgozhatnak, önálló életet élhetnek, családjuk lehet. Gyakran azonban Asperger-szindrómások is nehezen találnak munkát, mivel nem vagy nehezen képesek menedzselni magukat, különösen, ha hiányzik a diagnózisuk. Meltdown miatt elveszíthetik állásukat, és a neurotipikus munkavállalókat megcélzó elsődleges munkaerőpiac nem ad második esélyt. Diplomások sem mindig tudják, hogyan viselkedjenek a munkahelyen. Hajlamosak elhanyagolni magukat és környezetüket, amiből tévesen arra lehet következtetni, hogy életképtelenek. A szabadúszás nem éppen autistáknak való, mivel az olyan tulajdonságokat követel meg, amelyeknek autistaként nehezen lehet megfelelni, mint például rugalmasság, alkalmazkodóképesség, a bizonytalanság elviselésének képessége.
A pszichiáterek gyakran nem értenek az autizmushoz, pedig a differenciáldiagnosztika szempontjából fontos lenne. Még ingyenes tanfolyamokat is visszautasítanak, és inkább valamilyen személyiségzavarként diagnosztizálják az autizmust. Pedig az autistáknak gyakran fordulnak elő pszichológiai, pszichiátriai problémái, amelyekre így nem kaphatnak megfelelő segítséget. Még igazságügyi szakértők sem kapnak külön képzést autizmusból, így például egy autista cselekvőképességét rosszabbnak értékelhetik, mint amilyen, rontva ezzel a társadalmi érvényesülési lehetőségein. 
A kevésbé jól funkcionálók iskoláik elvégzése után otthon maradnak, vagy nem megfelelő helyekre kerülnek. Keveseknek adatik csak meg, hogy méltó körülmények között, autistamajorságokban dolgozhassanak. Az autista gyermekek nevelésének gondjaival egyetlen magyarországi szervezet foglalkozik, az Autisták Országos Szövetsége, amelyet autista gyermekek szülei alapítottak 1988-ban.
A meltdownok megnehezítik az autista elítéltek szabadulását, mivel nem tanúsítanak jó magaviseletet. Már maga az elzárás, a neurotipikusokkal való összezártság, a szabadság hiánya is kiválthatja belőlük a meltdownt. Így annak ellenére, hogy számukra nehezebb közeg a börtön, tovább maradnak bent, és akár további büntetéseket szenvednek el, mivel rátámadhatnak az őrökre és a rendőrökre.

## Fejlesztési lehetőségek
Az autizmus okozta nehézségek terápiájában nincsenek gyógyszerek. A többi kísérő tünetet (például depresszió, szorongás) azonban utolsó eszközként kezelhetik gyógyszerekkel. Egerekben sikerült felszámolni az autisztikus tüneteket.
Az autisták számos esetben fejlődhetnek a memória terén, így képesek lesznek számolási és memóriafeladatokat megoldani, olykor az ép emberek között is kiemelkedő eredménnyel.
Sokféle terápiát alkalmaznak. Tudatosan fejlesztik az érzékelés egymásra épülő folyamatait, a szenzoros integrációt, és válaszreakciókat váltanak ki az érzékszervek strukturális ingerlésével. Specifikus képességeket fejlesztenek. Terápiás eszközként alkalmaznak sok szabadidős tevékenységet, ilyen az állat-, a báb-, a zene-, a játék- és a kézműves-terápia. Vannak behaviorista és kognitív módszerek is, amik a viselkedés megváltoztatását, a mindennapi élet megkönnyítését tűzik ki célul. A nem vagy csak kevéssé beszélő autisták számára különféle kommunikációs rendszereket dolgoztak ki, mint a képcserés kommunikáció,vagy a Bliss-nyelv. Végül, de nem utolsósorban a mozgás szerepéről sem szabad megfeledkezni.
A nagynyomású, ún. hiperbarikus kamrában történő kezelés előnyös lehet az autista gyermekek számára egy 2009-es amerikai vizsgálat eredményei szerint. A kezeltek 80%-a jelzett javulást, míg a kontrollcsoportban ez a szám 38% volt.
Delacato szerint a sztereotip mozgások egy-egy érzékszerv ingerlését szolgálják. Elmélete szerint ezek a mozgások megmutatják, hogy melyik érzékszervvel van probléma. Ha ezt a problémát megoldjuk, akkor ezek a mozgások elmaradnak. Ezt az elméletet sokan támadták, bár Delacato több száz autista kezelésében ért el eredményeket. Az ellenzők azzal érvelnek, hogy csak kevés autistára érvényesek ezek a megfigyelések.
Segíthet a tervezett szenzomotoros tréning (TSMT), ami a kis- és a nagymozgások fejlesztésével érleli, fejleszti az idegrendszert. Az egyre bonyolultabb feladatokat 3-12 évesek számára ajánlják.
A nembeszélő autisták képesek az alternatív és augmentációs kommunikáció bizonyos eszközeit használni, mint testbeszéd, gesztusok, képek, interaktív eszközök és számítógép. A Picture Exchange Communication System (PECS) képkészlet egy elterjedt rendszer, ami lehetővé teszi a képek kombinálását.
A beszédnyelvi terápia a nyelvi és a beszédkészséget fejleszti. Az Autism Speaks szerint a beszédképzés mechanikáját, használatát és társas kapcsolatokban betöltött szerepét javítja. Nembeszélők is dolgozhatnak együtt logopédussal kommunikációjuk fejlesztése érdekében. A logopédus az egyéni szükségletekre fókuszál.
A foglalkoztató terápia a mindennapi életben szükséges készségeket fejleszti. Alkalmazni kell mindenhol: otthon, iskolában, munkahelyen. Házimunkákat tanít, higiéniát, rendrakást és rendtartást fejleszt. Ez segít alkalmazkodni a környezethez, és támogatja beilleszkedését, részvételét a különböző közösségekben. A terapeuta személyre szabott tervet készít szükségletek és célok szerint, és együtt dolgozik az illetővel.
Az érzékeket integráló terápia az autista érzékelését veszi célba különféle érzékszervi ingerekkel. Sokan túl érzékenyek bizonyos ingerekre, míg másokra nem. Például lehet valaki érzékeny a hangra vagy fényre, de nem reagál arra, hogy megszólítják. A terápiában kihasználják, hogy az autisták szeretik az olyan repetitív játékokat, mint a hintázás, vagy a trambulinon ugrálás. A terapeuták tekintetbe veszik, hogy mely érzékeknél van erre szükség.
Az alkalmazott viselkedéselemzés a leghatékonyabb módszer az American Academy of Pediatrics szerint, mellyel az alanyok megtanulnak alkalmazkodni a többségi környezethez. A módszer a viselkedésre összpontosít, és megtanítja, hogyan viselkedjen az illető többségi környezetben tanulás, játék, munka közben, és megtanítja, hogyan kommunikáljon a különféle közegekben. Cél a maladaptív viselkedések gyengítése is. Mindezt pozitív, illetve negatív megerősítéssel éri el.
Habár a gyógypedagógusok nem hisznek a diétákban, egyes családok esküsznek arra, hogy az autista gyerek a diéta mellett annyira javult, hogy már nem is tekintik autistának. Voltak, akik kísérleteztek a diéta abbahagyásával, mire a tünetek újra rosszabbodni kezdtek. A szakértők erre más magyarázatot találnak, mégpedig azt, hogy ezeknek a gyerekeknek az autizmustól független emésztőszervi panaszai vannak, melyeket a diéták enyhítenek. Ez nyugtatólag hat a gyerekre, és segíti fejlődését.
Minden autista gyerek nagyban különbözik a többitől, ezért nincsenek minden esetre alkalmazható szabályok, de néhány általános javaslat hasznosnak bizonyult. Sokat segít a jól strukturált környezet, és a tanítás nyugodt, szilárd és bátorító stílusa. Vannak esetek, ahol az autista gyerekek olyannyira javították a szociális és más képességeiket, hogy képesek részt venni az oktatásban és a társadalmi eseményekben, de egyesek úgy vélik, hogy az autizmust nem vagyunk képesek teljes mértékben gyógyítani jelenlegi tudásunk szerint, mert olyan agyi és idegi struktúrák okozzák, amelyek a fejlődés korai szakaszában már kialakultak.

## Kritikák
Bizonyos jól funkcionáló és kommunikáló autista gyerekek és felnőttek viszont ellenzik a gyógyításukra irányuló kísérleteket. Véleményük szerint az autizmus nem betegség, és nem fogyatékosság, hanem a létezés egy módja. Ha sikerülne eltörölni, akkor elveszne az emberi agyberendezés sokféleségének, azaz a neurodiverzitás egy darabja. Nincs egy „egészséges” ember az autizmus mögött: ez beépült a személyiségükbe, és ha ezt külső nyomásra meg akarják változtatni (maszkolás), akkor a személyiségük ellen intéznek támadást. Egyesek közülük odáig mennek, hogy egyes tüneteket mellékterméknek minősítenek, amit kommunikációs nehézségek okoznak, mivel a nem autista (azaz a neurotipikus) emberek nem tudnak velük megfelelően kommunikálni, és nem tudnak velük együtt erezni sem.
Az autizmust sok autista annyira a részének érzi, hogy helyteleníti az autizmussal élő és a hasonló finomkodásokat is. Ebbe belejátszhat maga az autizmus is, ami miatt szeretik a dolgokat kertelés nélkül kimondani.

## Andrew Wakefield és az oltásellenesség
1998-ban Andrew Wakefield brit orvos egy cikket publikált a Lancet című orvosi folyóiratban, amelyben azt állította, hogy az autizmus összefüggésbe hozható az MMR (kanyaró, mumpsz és rubeola elleni kombinált) védőoltásokkal, mivel megjelenése vagy súlyosbodása olykor az egyes védőoltások beadása után történik. Bár az összefüggés ilyetén való feltételezése tipikus Post hoc típusú érvelés, ami tudományos szempontból megkérdőjelezhető, Wakefield egy elméletet is felállított arra, mi állhat az általa feltételezett jelenség hátterében. Szerinte a rendellenességet a tartósítószerként alkalmazott tiomerzál (etil-higany) okozza. Ezeket az eredményeket mások nem tudták megismételni, a feltevést nem lehetett igazolni, sőt a Public Library of Science folyóirat egy 2008-as tanulmányában cáfolták is. Ezzel Andrew Wakefield és társai korábbi vizsgálatát ismételték meg, de mivel nem tudtak kimutatni összefüggést az autizmus és a védőoltások között, erős bizonyítékot szolgáltattak a feltételezéssel szemben. Később az is kiderült, hogy Wakefield meghamisította az eredményeket, és vizsgálatait etikátlanul végezte. Mindazonáltal sok szülő az autizmus miatti félelemből nem adatja be gyerekébe ezt az oltást, ami miatt a kanyaró újra terjedni kezdett a világ számos országában, s Nagy-Britanniában 2018-ban már több mint ezren kapták el.
2010 elején Andrew Wakefieldet a General Medical Council (GMC) elmarasztalta etikai visszaélés és orvoshoz méltatlan magatartás miatt. A GMC ítélete szerint az etikai szabályoknak ellentmondóan folytatta kutatásait. A történetben szerepet játszott Brian Deer oknyomozó újságíró, aki részletesen beszámol Wakefield történetéről, egészen a kezdetektől. Wakefield nem tájékoztatta a Lancetet, hogy anyagi támogatást kapott egy ügyvédtől, aki éppen vakcinagyártó cégeket perelt autista gyerekek szülei nevében. Wakefield arról sem tájékoztatta a folyóiratot, hogy a cikk megjelenése előtt szabadalmat nyújtott be egy „biztonságosabb” MMR vakcinára. Deer arra is fényt derített, hogy a közleményben közölt eredményei is hamisítottak voltak. Visszakeresték a cikkben szereplő 12 autista gyermek egészségügyi dokumentációit, amikben más panaszok és más kórtörténet szerepelt, mint amit Wakefield állított. A cikk állítása szerint ugyanis 11 gyermek vastagbélbiopsziája kóros eredményt mutatott, azonban kiderült, hogy a 11-ből 7 esetben a patológia teljesen normális leletet adott ki, ezeket azonban a cikkben már „kóros” állapotúakként emlegették. Ennek az eredménynek a nyomán autista gyerekek ezrein végeztek el később vastagbélbiopsziákat. Később Wakefield egy újabb cikket publikált, amelyben állítását azzal kívánta bizonyítani, hogy autista gyerekek bélmintáiból PCR-ral kimutatták a kanyaró vírus genomját. Erről a laborról kiderült, nem tesz eleget a minimális szakmai követelményeknek, ugyanis kanyaró genommal szennyezett, amiből következik, hogy bármilyen mintát vizsgálva pozitív teszt ad, függetlenül attól, hogy az illető találkozott-e a kanyaró vírussal.

## Élménybeszámolók
Az egyik ismert magyar gyermekkori autizmust (autismus infantilis) mutató, Fajcsák Henrietta (Seth F. Henriett) aki az Autizmussal önmagamba zárva c. könyvében ír életéről (az Orlai Produkció 2010-ben Nemsenkilény c. monodrámája mások mellett az ő könyvén alapul).
Az egyik leghíresebb, Asperger-szindrómás autista Axel Brauns, aki miután tünetmentessé vált, könyvet is írt élményeiről Cifraárnyak és denevérek címmel (Axel Brauns: Buntschatten und Fledermause, 2002).
Daniel Paul Tammet autista savant. Sok nyelven beszél, sokjegyű számokkal is könnyen és gyorsan tud számolni, és felismer nagy prímeket. Bár a legtöbb savant kiugró emlékezeti, zenei, számolási vagy rajzkészsége mellett mások segítségére szorul a mindennapi életben, Tammet képes az önálló életre. Kiskorában epilepsziás rohamai is voltak. Szinesztéziás, a számokat színekkel és textúrákkal látja. Online nyelvi kurzusokat ad, és egy új nyelvet is feltalált, a mäntit. Önéletrajza: Born On A Blue Day. A Memoir of Asperger's and an Extraordinary Mind kiadva 2007. január 9-én.
Temple Grandin nagyüzemi állattartáshoz tervez berendezéseket. Önéletrajza: T. Grandin – M. Scariano: Emergence Labelled Autistic (1986).
Daryl Hannah 2013 szeptemberében nyilvánosságra hozta, hogy gyermekkora óta Asperger-szindrómával küzd, amely megnehezítette szociális viszonyát és társas kapcsolatait.

## Autizmus a kultúrában

### Filmek
- Barry Levinson: Esőember (Rain Man)
- Peter Næss: Hóbortos szerelem (Mozart and the Whale)
- Sandrine Bonnaire: Neve: Sabine (Elle s'appelle Sabine)
- Harold Becker: A kód neve: Merkúr (Mercury Rising)
- Nic Balthazar: Ben X
- Marc Evans: Hósüti (Snow Cake)
- Jessie Nelson: Nevem Sam (I Am Sam)
- Mick Jackson: Temple Grandin
- Simon Shore: Thomas után – 2006-os brit tévéfilm
- Bora Dagtekin: Fák jú, Tanár úr! 2. Fack ju Göhte 2 – 2015-ös német vígjáték
- Gavin O'Connor: A könyvelő (Accountant), 2016-os film
- Enyedi Ildikó: Testről és lélekről
- Balázs Máté: A casio órás fiú
- Ben Lewin: Világot látok (Please Stand By) 2017-es film

### Könyvek
- Leonore Fleischer: Rain man (Esőember)
- Seth F. Henriett: Autizmussal önmagamba zárva
- Oravecz Lizanka, Orosz Ildikó: Lizanka. Egy autista lány története a bezártságtól a teljes élet felé
- Mark Haddon: A kutya különös esete az éjszakában
- Dean R. Koontz: A Hold fényénél
- Axel Brauns: Cifraárnyak és denevérek
- Elizabeth Moon: A sötét sebessége
- Daniel Gottlieb: Drága Sam!
- Clara Clainborn Park: Autista a kislányom
- Donna Williams: Léttelenül – Egy autista nő naplója
- Donna Williams: Eszmélés – Kitörés az autizmusból
- T. O. Daria: Dása naplója – Egy macska gondolatai életről, macskaságról és autizmusról
- Birger Sellin: A lélek börtöne
- Sabina Berman: Én, Én, Én
- Kristine Barnett: A szikra
- Jodi Picoult: Házirend
- Stephen King (Richard Bachman): A rendcsinálók
- Németh Ákos: Deviancia (dráma)

### Sorozatok
- Chuck Lorre, Bill Prady: Agymenők (CBS)
- Steven Molaro, Chuck Lorre: Az ifjú Sheldon (CBS)
- Steven Moffat, Mark Gatiss: Sherlock (BBC)
- Robia Rashid: Több, mint normális (Netflix)
- Mike Listo, Seth Gordon: Doktor Murphy (ABC)
- Pinar Bulut, Onur Koralp: A csodadoktor (Fox tv)
- Jeff Davis: Gyilkos elmék (CBS)
- Park Jae-Bum: Good doctor (KBS2)
- Woo Young-Woo: Egy különleges ügyvéd, Woo (Netflix)

## Ajánlott irodalom

### Magyar nyelven
- Oravecz Lizanka, Orosz Ildikó: Lizanka. Egy autista lány története a bezártságtól a teljes élet felé
- Baron-Cohen, Simon; Bolton, Patrick (2000). Autizmus. Budapest, Osiris
- Baron-Cohen, Simon (2006). Elemi különbség: Férfiak, nők és a szélsőséges férfiagy
- Mark Haddon – A kutya különös esete az éjszakában, Budapest, Osiris
- Kimura, Doreen (2003). Férfiagy – női agy. Budapest, Kairosz Kiadó
- Smits, Tinus (2008). Autizmus. Van remény. Budapest, Remedium
- Attwood, Tony (2008). Különös gyerekek. Budapest, Animus

### Angol nyelven
- Baron-Cohen, Simon; Bolton, Patrick (1993). Autism: The Facts. Oxford University Press
- Frith, Uta (1991) Autism and Asperger's Syndrome. Cambridge University Press